# Jacobus Schoemaker
Jacobus (Jan) Schoemaker (* 29. Mai 1882; † 27. Mai 1954) war ein niederländischer Fußballspieler beim HVV Den Haag.
Der Torwart bestritt 1906 (29. April und 13. Mai) zwei Länderspiele für die niederländische Fußballnationalmannschaft gegen Belgien.